# Argylle
Argylle ist ein britisch-US-amerikanischer Agentenfilm des Regisseurs Matthew Vaughn. Die Actionkomödie wurde zunächst als Adaption des gleichnamigen Spionageromans der vermeintlichen Autorin Elly Conway angekündigt, ehe sich Conway als Autorenduo Terry Hayes und Tammy Cohen herausstellte, die das Buch im Auftrag für Vaughn verfassten. Die Hauptrollen übernahmen Bryce Dallas Howard, Sam Rockwell und Henry Cavill. Der Kinostart erfolgte in Deutschland am 1. Februar 2024 und in den Vereinigten Staaten am darauffolgenden Tag, ehe der Film am 12. April 2024 auch ins Programm von Apple TV+ aufgenommen wurde. Ursprünglich als Auftakt zu einem neuen Filmfranchise gedacht, wurde der Film aufgrund seines schlechten Abschneidens an den Kinokassen bei hohen Produktionskosten zum bisher größten finanziellen Misserfolg für Vaughn.

## Handlung
Elly Conway ist die Autorin einer erfolgreichen Buchreihe rund um den Geheimagenten Argylle. Gerade erst hat sie ihren fünften Roman mit einem Cliffhanger abschließen wollen, als sie im Zug auf dem Weg zu ihren Eltern vom realen Spion Aidan Wilde vor einer Reihe von Angreifern beschützt wird. Wie Aidan ihr eröffnet, spiegeln die Argylle-Romane seine eigenen Einsätze fast identisch wider, weshalb die von Aidan bekämpfte Geheimorganisation „Division“ unter der Führung von Direktor Ritter darauf aus ist, die Romanautorin in ihre Finger zu bekommen. Gemeinsam fliegen Elly und Aidan nach London, wo der mit Aidan in Kontakt stehende Hacker Bakunin verschwunden ist, noch bevor er die „Masterdatei“, ein Geheimdokument mit gesammelten Informationen zu allen Agenten der Division, übergeben konnte. Elly schreibt ein weiteres Argylle-Kapitel und kann so den echten Aufenthaltsort der Masterdatei rekonstruieren.
Als Elly den Verdacht hegt, dass Aidan selbst ein falsches Spiel mit ihr spielen könnte, flieht sie aus der gemeinsamen Unterkunft und trifft sich mit ihren Eltern, die sie um Hilfe bittet. Ihr Vater stellt sich jedoch als Direktor Ritter und ihre Mutter als Division-Psychologin Dr. Vogler heraus, was Ellys Realitätssinn ins Wanken bringt. Aidan kann sie aus der Gefahrensituation befreien, wobei Dr. Vogler scheinbar erschossen wird, und bringt sie nach Frankreich in ein Safe House von Alfred Solomon. Der ehemalige stellvertretende CIA-Direktor eröffnet Elly, dass Argylle keineswegs ihrer bloßen Vorstellungskraft entspringt, sondern auf eigenen Erinnerungen basiert.
So war nicht Aidan, sondern Elly selbst eine Geheimagentin namens Rachel Kylle (abgekürzt R. Kylle, daher benannte sie unterbewusst den Titelheld Argylle in ihren Büchern), die die Division bekämpfte, aber bei einem Unfall ihre Erinnerungen verlor. Direktor Ritter und Dr. Vogler unterzogen Kelly einer Gehirnwäsche und kreierten die neue Identität der Romanautorin „Elly Conway“, mit Hilfe derer sie den Aufenthaltsort der Masterdatei ausfindig machen wollten. Rachel zeigt sich von dieser neuen Realität zunächst verstört, wird aber von ihrem langjährigen Partner Aidan dazu gebracht, die Masterdatei zu beschaffen und die Division so endgültig zu vernichten. Dabei stellt sich heraus, dass Rachel selbst Bakunin getötet hatte und bei der dabei ausgelösten Explosion ihre Verletzungen erlitt. Das Geheimdokument belegt zunächst, dass sie selbst Mitglied der Geheimorganisation war, doch Aidan ruft ihr in Erinnerung, dass Rachel aussteigen und die kriminelle Vereinigung überführen wollte.
Auf einem Öltanker kommt es zu einem finalen Kampf zwischen Rachel, Aidan, Ritter und Vogler. Rachel kann mithilfe ihrer wiedergewonnenen Fähigkeiten alle Angreifer ausschalten, wird jedoch per Konditionierung unter die Kontrolle von Vogler gebracht. So wendet sich Rachel gegen ihren eigenen Partner Aidan, der nicht gegen seine Freundin kämpfen möchte. Kurz bevor Rachel ihren Partner töten kann, wird Vogler von der Feldtechnikerin Keira ausgeschaltet, wodurch die Agentin wieder die Kontrolle über ihren Körper erhält. Gemeinsam senden sie die Geheimdokumente an Alfred Solomon, der die Division so überführen kann. Rachel schreibt über die Geschehnisse einen abschließenden Argylle-Roman, auf dessen Buchvorstellung Aidan, Keira und auch ein echter Agent Argylle anwesend sind.
In einer Mid-Credit-Szene sucht der junge Agent Argylle eine Einrichtung der Kingsmen auf.

## Produktion

### Entstehung und Begleitroman
Im Juli 2021 kündigte Regisseur Matthew Vaughn sein nächsten Filmprojekt Argylle an und sprach davon, dass es sich dabei um eine Filmadaption des gleichnamigen Spionageromans der vermeintlichen US-amerikanischen Erstlingsautorin Elly Conway handele. Bereits früh wurden die Existenz und Identität von Conway medial in Frage gestellt, da die unbekannte Schriftstellerin nicht zu kontaktieren war und auch die fiktive Romanautorin innerhalb des Films den Namen Elly Conway trägt. Nachdem Spekulationen über eine mögliche Urheberschaft von Taylor Swift aufgekommen sind, stellte sich Conway im Zuge des Kinostarts als Autorenduo Terry Hayes und Tammy Cohen heraus, die den Spionageroman im Auftrag von Vaughn schrieben. Das Originaldrehbuch wurde stattdessen von Jason Fuchs verfasst.
Vaughn selbst nannte Argylle das „unglaublichste und originellste Agentenfranchise seit Ian Flemings Romanen“ und attestierte der Erzählung, „das Spionagegenre neuzuerfinden“. Mit dem Film wollte er zum einen Actionthriller der 1980er Jahre wie Stirb langsam oder Lethal Weapon – Zwei stahlharte Profis würdigen, aber auch einen altmodischen Agenten im Stile von James Bond in die moderne Welt versetzen. Vaughn war über seine Produktionsfirma Marv Studios gemeinsam mit Fuchs, Adam Bohling und David Reid auch als Produzent tätig.

### Besetzung und Dreharbeiten
In der Titelrolle verkörpert Henry Cavill den fiktiven Romanspion Argylle. John Cena ist als dessen bester Freund Wyatt, Ariana DeBose als seine Feldtechnikerin Keira, Richard E. Grant als sein Vorgesetzter Fowler und Dua Lipa als seine Gegenspielerin Lagrange zu sehen. In der realen Welt spielt Bryce Dallas Howard die Buchautorin Elly Conway, Catherine O’Hara ihre Mutter Ruth, Sam Rockwell den Agenten Aidan Wilde, Bryan Cranston den bösen Geheimdienstchef Ritter, Samuel L. Jackson den ehemaligen stellvertretenden CIA-Direktor Alfred Solomon und Sofia Boutella die „Hüterin der Geheimnisse“ Saba Al-Badr. Weitere Nebenrollen übernahmen Rob Delaney und Jing Lusi.
Die Dreharbeiten begannen am 23. August 2021 mit Kameramann George Richmond im Vereinigten Königreich. Zu den Drehorten zählten Filmstudios in den Londoner Stadtteilen Greenford und Park Royal sowie im Ort Bovingdon nahe der Hauptstadt. Zuvor erfolgten bereits Hintergrundaufnahmen in Griechenland und den Vereinigten Staaten. Die Kampfszenen entstanden nach Konzepten des Stuntkoordinators Bradley James Allan, eines langjährigen Kollaborateurs von Regisseur Matthew Vaughn, der im August 2021 noch vor Beginn der Dreharbeiten verstarb. Für die Darstellung der Katze Alfie kam das Haustier von Vaughns eigener Tochter zum Einsatz.

### Filmmusik und Veröffentlichung
Die Filmmusik komponierte der Schotte Lorne Balfe, der für seinen Soundtrack auf den Beatles-Song Now and Then zurückgreifen konnte und die Melodie auch als Vorlage für seine Komposition nutze. Daneben schrieb Balfe gemeinsam mit Regisseur Matthew Vaughn, Gary Barlow, Boy George, Stuart Price und Giles Martin den Discosong Electric Energy sowie die Ballade Get Up and Start Again, die von Ariana DeBose und Nile Rodgers eingesungen wurden. Auch die Darstellerin und Sängerin Dua Lipa steuerte Musik zum Soundtrack bei.
Anfang August 2021 sicherte sich Apple für rund 200 Millionen US-Dollar die Filmrechte an Argylle. Erstes Bildmaterial wurde am 9. März 2022 veröffentlicht, ehe ein Trailer am 28. September 2023 erschien. Die Weltpremiere erfolgte am 24. Januar 2024 in London. Argylle kam am 1. Februar 2024 über Universal in die deutschen und am darauffolgenden Tag in die US-amerikanischen Kinos. Der digitale Heimkinostart erfolgte am 5. März 2024, ehe der Film am 12. April 2024 auch ins Programm von Apple TV+ aufgenommen wurde.

## Synchronisation
Die deutschsprachige Synchronisation entstand nach einem Dialogbuch und unter der Dialogregie von Sven Hasper bei FFS Film- & Fernseh-Synchron.
| Rolle                             | Darsteller          | Synchronsprecher         |
| --------------------------------- | ------------------- | ------------------------ |
| Elly Conway / Rachel Kylle        | Bryce Dallas Howard | Maria Koschny            |
| Aidan Wilde                       | Sam Rockwell        | Dietmar Wunder           |
| Agent Aubrey Argylle              | Henry Cavill        | Alexander Doering        |
| Direktor Ritter                   | Bryan Cranston      | Joachim Tennstedt        |
| Ruth Conway / Dr. Margaret Vogler | Catherine O’Hara    | Madeleine Stolze         |
| Alfred „Alfie“ Solomon            | Samuel L. Jackson   | Engelbert von Nordhausen |
| Keira                             | Ariana DeBose       | Imaya Ugwonno            |
| Wyatt                             | John Cena           | Dennis Schmidt-Foß       |
| LaGrange                          | Dua Lipa            | Flavia Vinzens           |
| Saba Al-Badr                      | Sofia Boutella      | Sanam Afrashteh          |
| Bakunin                           | Stanley Morgan      | Jonas Lauenstein         |
| Carlos                            | Tomás Paredes       | Alberto Ruano            |
| Direktor Fowler                   | Richard E. Grant    | Frank Röth               |
| Li Na                             | Jing Lusi           | Uschi Hugo               |
| stellv. Direktor Powell           | Rob Delaney         | Peter Flechtner          |
| Barkeeper                         | Ben Daniels         | Bernd Vollbrecht         |

## Rezeption

### Altersfreigabe
In den Vereinigten Staaten erhielt Argylle von der MPA aufgrund starker Gewalt und der Sprache ein PG-13-Rating, womit der Film eine niedrigere Altersfreigabe im Vergleich zu Matthew Vaughns Kingsman-Reihe erhielt. Der Regisseur begründete diesen Schritt damit, mit Argylle neue Zielgruppen auch außerhalb des größtenteils männlichen Actionpublikums ansprechen zu wollen. In Deutschland vergab die FSK eine Freigabe ab 12 Jahren. In der Freigabebegründung heißt es, der Film enthalte zahlreiche Kampf- und Tötungsszenen mit teilweise massiver Gewaltanwendung. Diese Szenen würden jedoch nicht reißerisch ausgespielt werden, sondern seien als Elemente einer ironisch überzeichneten und realitätsfernen Agentengeschichte erkennbar. Der deutlich persiflierende Grundton sowie zahlreiche humorvolle Szenen würden zudem eine Distanzierung erleichtern und ausreichende Entlastungsmöglichkeiten bieten.

### Kritiken
Argylle konnte 33 % der 294 bei Rotten Tomatoes gelisteten Kritiker überzeugen und erhielt dabei eine durchschnittliche Bewertung von 4,9 von 10 Punkten. Als zusammenfassendes Fazit zieht die Seite, der Film profitiere zwar von seiner albernen, energiereichen Interpretation des Spionagethrillers, verliere durch eine verworrene Handlung und eine überlange Laufzeit letztendlich aber seinen Reiz. Bei Metacritic erhielt Argylle basierend auf 56 Kritiken einen Metascore von 35 von 100 möglichen Punkten.

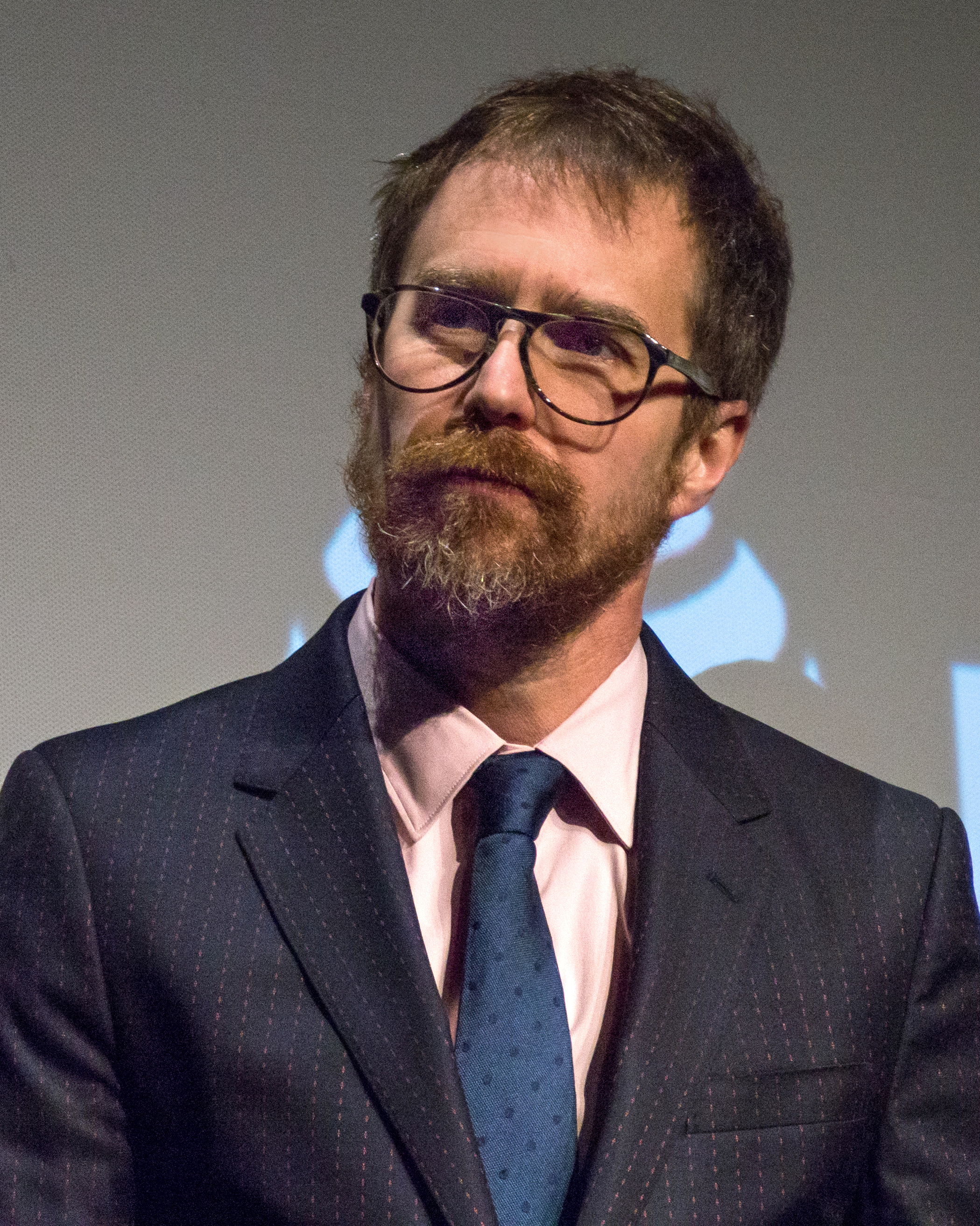
Sam Rockwell wurde für seine Darbietung gelobt.

Als unterhaltsamer, stark stilisierter und im Vergleich zur Kingsman-Reihe weniger gewalttätiger Spionagethriller wird Argylle von Brian Lowry in seiner Filmkritik für CNN beschrieben. Die Mischung aus Action und Komödie sei Matthew Vaughns vorherigen Werken würdig, der Film auf dem Punkt und einfallsreich, wenn auch etwas verworren. Im energetischen und spielerischen Werk könne vor allem Hauptdarsteller Sam Rockwell mit Menschlichkeit, Tapferkeit und klugem Witz überzeugen, während es sich bei Henry Cavill um eine kluge Ergänzung in einer kleineren Nebenrolle handle. Zwar sei Argylle insgesamt nicht so gut, wie der Trailer hatte vermuten lassen, doch mit heruntergeschraubten Erwartungen mache der Film definitiv Spaß.
Zu einem gemischten Urteil gelangt Clarisse Loughrey vom Independent, die den albernen Spionagefilm trotzdem als überraschend charmant beschreibt. Die Metageschichte sei dabei vollends auf Zuschauerinteraktionen und algorithmenfreundliche Mysterien ausgelegt, sodass Argylle nur dann wahrlich befriedigen könne, wenn man auch den Begleitroman gelesen und die Kingsman-Reihe geschaut habe. Von dieser lasse sich der Spionagethriller nur schwer unterscheiden, da Vaughn erneut auf vertraute Wendungen und mit funkiger Musik unterlegte Action setzte. Das Verkaufsargument des Films sei aber ohnehin die dumme, süße und sympathische Romanze zwischen Bryce Dallas Howard und dem charismatischen Sam Rockwell, die eine prickelnde, elektrische Chemie miteinander hätten. Unter den vielen Promi-Cameos steche ansonsten nur Bryan Cranston durch sein Overacting hervor, während ebenso das CGI negativ auffalle.
Eher enttäuscht zeigt sich Peter Debruge von Variety, der Argylle als eine schlecht geschriebene Spionagekomödie mit einer verworrenen Handlung beschreibt, in der es schwierig sei, den Überblick zu behalten. Der kitschige James-Bond-Abklatsch mit Discomusik zeuge davon, dass Regisseur Matthew Vaughn wohl für immer in dieser Art von Live-Action-Cartoons gefangen sein werde, wobei auch Argylle seiner übertriebenen Computergrafik-Ästhetik treu bleibe. So könne die unverschämte Greenscreen-Arbeit optisch kaum überzeugen und auch Henry Cavill sehe einfach nur albern aus, während die dargestellte Gewalt diesmal weniger extrem sei. Trotzdem mache sich Vaughn weiterhin über klobige Klischees lustig und überrumple den Zuschauer alle paar Minuten mit neuen Wendungen, wodurch er durchaus ein jüngeres Publikum bedienen könne, ohne seine erwachsenen Fans zu verärgern. Positiv hebt Debruge ebenfalls die „urkomische“ Catherine O’Hara hervor, während Argylle für Vaughn die einigermaßen unterhaltsame Möglichkeit biete, mit Howard eine weibliche Protagonistin in dem sonst testosterondominierten Genre zu platzieren.
Ein vernichtendes Fazit zieht Peter Bradshaw vom Guardian, für den Argylle zwar das Potenzial für einen lustigen Film gehabt habe, stattdessen aber eine Selbstbeweihräucherung mit langweiliger Metaerzählung geworden sei. Der dünne, dürftige und schwerfällige Film sei nichts weiter als der Versuch von Regisseur Matthew Vaughn, einen „Möchtegern-Franchise-Inhalt“ in sein eigenes, erweitertes Kingsman-Filmuniversum einzubetten, auch wenn die Idee eines fiktiven Begleitromans zugegebenermaßen genial sei. Trotzdem leide Argylle an einer Parade von wahllosen Cameo-Auftritten und einer schrecklichen Hauptdarstellerin, deren träge und unbehagliche Figur weder lustige noch interessante Dialogzeilen abbekomme.
Christian Klosz vom deutschsprachigen Online-Magazin Film plus Kritik verriss Argylle in seiner Besprechung und vergab nur 2 von 10 möglichen Sternen. Er kritisierte das Drehbuch, die unnötig vielen Plottwists und das irreführende Marketing. Bryce Dallas Howard als Agentin nannte er eine „glatte Fehlbesetzung“. Er schloss mit dem ernüchternden Fazit: „Wer gut 2 Stunden seines Lebens vergeuden möchte, ist bei Argylle genau richtig.“

### Einspielergebnis
Am Startwochenende avancierte Argylle zum bisher größten finanziellen Misserfolg von Apple an den Kinokassen. Bei einem Budget zwischen 200 und 250 Millionen US-Dollar konnte der Film nur 18 Millionen US-Dollar in den Vereinigten Staaten einspielen, belegte aufgrund mangelnder Konkurrenz allerdings die Spitzenposition der Kino-Charts. In Deutschland verfehlte Argylle mit rund 110.000 Kinobesuchern am Eröffnungswochenende hingegen die ersten drei Podestplätze. Die weltweiten Einnahmen aus Kinovorführungen belaufen sich auf 96,2 Millionen US-Dollar, von denen der Film 45,2 Millionen im nordamerikanischen Raum erwirtschaftete. Damit blieb Argylle an den Kinokassen deutlich hinter den Erwartungen zurück. In Deutschland verzeichnete der Film insgesamt 353.828 Kinobesucher.

### Auszeichnungen
Goldene Himbeere 2025
- Nominierung als Schlechteste Schauspielerin (Bryce Dallas Howard)
- Nominierung als Schlechteste Nebendarstellerin (Ariana DeBose, auch für Kraven the Hunter)

Saturn-Award-Verleihung 2025
- Nominierung als Bester Action- oder Abenteuerfilm

## Fortsetzung
Argylle sollte ursprünglich der Auftakt einer eigenen Filmtrilogie sein, die zum Teil auch auf noch unveröffentlichten Romanen der Reihe basieren würde. Dabei sollte unter anderem die Herkunft des nun von Louis Partridge verkörperten titelgebenden Spions Argylle näher beleuchtet werden. In Planung befand sich zudem ein Crossover mit Matthew Vaughns Kingsman-Reihe.